# Jo (pièce de théâtre)
Pour les articles homonymes, voir Jo.
Jo (The Gazebo) est pièce de théâtre de comédie britannique d'Alec Coppel et Myra Coppel, créée en 1958, et entretemps adaptée au cinéma par Hollywood dans Un mort récalcitrant (The Gazebo) en 1959. L'adaptation française sous le titre Jo a été écrite par Claude Magnier et représentée pour la première fois au théâtre des Nouveautés le 6 octobre 1964.
Louis de Funès était prévu dans le rôle principal, après le succès d'Oscar du même auteur, mais trop accaparé par le cinéma, il laisse sa place à Robert Lamoureux. La pièce est un échec critique et public. Un film l'adaptant est néanmoins réalisé en 1971 : Jo de Jean Girault, où de Funès tient finalement le rôle qui lui était destiné.

## Productions francophones

### Création, 1964
- Robert Lamoureux : Antoine
- Claude Gensac : Sylvie
- Claudine Collas : Mathilde
- Michel Gudin : Adrien
- Pierre Mirat : Tonelotti
- Florence Blot : madame Cramusel
- Émile Riandreys : monsieur Grunder
- Maud Launay : madame Grunder
- Jacques Marin : l'inspecteur Ducroc
- Georges Atlas : « le Duc »
- René Panetra : « Grand Louis »

Mise en scène : Jean-Pierre Grenier
Scénographie : Max Douy
- Création au théâtre des Nouveautés, représentations de 1964 à 1966

### Reprise en 1995 pour la télévision
Titre : Jo, Une femme dans les bras un cadavre sur le dos
- Jean Lefebvre : Antoine Brisebard
- Blanche Ravalec : Sylvie Brisebard
- Philippe Nicaud : l'inspecteur Ducros
- Vannick Le Poulain : madame Cramusel
- Henri Poirier : Adrien
- Charles Capezzali : Tonelotti
- Claudine Delvaux : Mathilde
- Fabrice Maigrot : « le Duc »
- Vincent Schmitt : « Riri »
- Philippe Aymard : « Grand Louis »

Mise en scène : Daniel Colas
- Théâtre d'enregistrement inconnu

### Reprise en 2019, théâtre et télévision
- Didier Bourdon : Antoine Brisebard
- Audrey Fleurot : Sylvie Brisebard
- Dominique Pinon : l'inspecteur Ducros
- Jérôme Anger
- Guillaume Briat
- Didier Brice
- Clotilde Daniault
- Grégory Quidel
- Bernadette Le Saché
- Jennie-Anne Walker

Mise en scène	: Benjamin Guillard
- Première le 20 septembre 2019 au théâtre du Gymnase Marie-Bell, une quarantaine de représentations en 2019[1]
- Diffusion en direct le 9 novembre 2019 sur France 2.

## Adaptations au cinéma
La pièce été adaptée aux États-Unis sous le titre Un mort récalcitrant en 1959 et en France sous le titre Jo en 1971.